# Mia Eriksson (skådespelare)
Anna Mia Linnea Eriksson, född 1 juni 1978 i Längbro församling i Örebro, är en svensk skådespelare som arbetar inom film och teater.
Eriksson är utbildad på Wendelsbergs teater och skolscen och har varit verksam som skådespelare sedan examen 2004. I november 2016 spelade hon en roll i Stjärnornas tröst som invigde den nya lilla scenen på Göteborgs Stadsteater. Föreställningen blev en publiksuccé och spelades i två omgångar under åren 2016- 2018. Sedan 2009 är hon med och driver Göteborgs dramatiska teater. Eriksson har medverkat i flertalet TV-produktioner samt kort- och långfilmer, bland annat i den guldbaggevinnande filmen De ofrivilliga och Vår tid är nu säsong 3.
Under Göteborgs filmfestival 2020 spelade hon sjuksköterska i Anna Odells omtalade "Undersökningen". 

## Film, TV och Teater (urval)
Film och TV
- 2020 -  Drömliv | Regi: Peter Dalle
- 2018 - Vår tid är nu | Regi: Andrea Östlund
- 2018 - Skådespelerskan | Regi: Victor Nyåker
- 2018 - En del av mitt hjärta | Regi: Edward af Sillén
- 2017 - Lyrro in- och utvandrarna | Regi: Peter Dalle
- 2015 - Saltön | Regi: Lena Koppel
- 2015 - Springfloden | Regi: Niklas Olsson
- 2015 - Utan hud | Regi: Lars Bergbom
- 2015 - Hallonbåtsflyktingen | Regi: Leif Lindblom
- 2014 - Hotell | Regi: Lisa Langseth
- 2012 - Molanders | Regi: Leif Lindblom
- 2012 - Hinsehäxan | Regi: Molly Hartleb
- 2011 - Händelse vid bank | Regi: Ruben Östlund
- 2009 - De ofrivilliga | Regi: Ruben Östlund
- 2007 - Stormen | Regi: Calle Östlund
- 2025 - Stenbeck

Teater
- 2020 - Undersökningen | Regi: Anna Odell Göteborgs Filmfestival
- 2019 - Faces | Regi: Marcus Carlsson Göteborgs Dramatiska Teater
- 2018 - Terror | Göteborgs Dramatiska Teater
- 2017 - Kriget har inget kvinnligt ansikte | Göteborgs Dramatiska Teater
- 2017 - Moder svea på divanen | Göteborgs stadsteater/Gbg Filmfestival
- 2017 - Den 13 filmfestivalen performance | Göteborgs stadsteater/Nya studion
- 2016/18 - Stjärnornas tröst | Göteborgs stadsteater
- 2015/16 - Valerie solanas | Göteborgs Dramatiska Teater
- 2013 - That face | Göteborgs Dramatiska Teater
- 2012 - Kärlek och pengar | Göteborgs Dramatiska Teater
- 2011 - Blod på någons händer | Göteborgs Dramatiska Teater
- 2010 - The glory of living | Göteborgs Dramatiska Teater